# خرفه‌ئیان
خُرفه‌ایان (Portulacaceae) تیره‌ای از میخک‌سانان علفی یا درختچه‌ای با حدود بیست سرده و ۵۸۰ گونه که پراکنش جهانی دارند، اما بیشتر در مناطق نیمه‌خشک نیمکره جنوبی مثل آفریقا و استرالیا و آمریکای جنوبی می‌رویند.